# Jan Pňovický ze Sovince
Jan Pňovický ze Sovince († 1430) byl moravský šlechtic, který pocházel z rodu pánů ze Sovince.
Janův děd Pavlík ze Sovince zanechal ze dvou manželství široké potomstvo. Počátkem 15. století založil Janův otec Ješek ze Sovince a Pňovic samostatnou rodovou větev, která sídlila na tvrzi Pňovice. Ješek měl dva syny: Pavlíka a Jana. Zatímco Pavlík zemřel již roku 1410, tedy zhruba rok po úmrtí otce, Janem Pňovickým ze Sovince rod pokračoval dále.
První zmínka o Janovi pochází z roku 1405. Jan se uvádí na dokumentech té doby jako svědek či na soudních listinách. Jeho první manželkou byla Markéta, která se uvádí roku 1412, ale již roku 1416 byl ženat podruhé, tentokrát s Anežkou z Valdštejna. V roce 1420 se stal Jan Pňovický ze Sovince nejvyšším olomouckým sudím, což byla druhá nejvyšší funkce v olomoucké cúdě. Za probíhajících husitských válkách na Moravě stál na straně olomouckého biskupa, potažmo Zikmunda Lucemburského. V roce 1421 mu král Zikmund zastavil několik vsí velehradského a vizovického kláštera. Jeho význam dosvědčuje listina z 18. listopadu 1421, kdy král Zikmund pověřil olomouckého biskupa Jana Železného a Jana Pňovického ze Sovince předvolávat, vyslýchat a soudit jménem královým škůdce olomouckého biskupského majetku. Roku 1426 dal Albrecht II. Habsburský Janovi lénem hrad Hluboký a k němu příslušící panství.
Jan Pňovický ze Sovince dosáhl i na jiné významné funkce. V letech 1425-1427 působil jako hejtman města Litovle, v letech 1427–1430 jako hejtman Olomouce. V roce 1429 se ještě účastnil vyjednávání katolíků s kališníky, avšak roku 1430 zemřel.
Jan Pňovický ze Sovince měl dva potomky. Syn Jindřich zemřel roku 1492 bezdětný, syn Hynek zanechal tři potomky: Jana (II.), Žofii a Jiřího. Jiří měl dvě dcery Kateřinu a Barboru, které se staly abatyšemi. Rod pokračoval prostřednictvím syna Jana II . Pňovického ze Sovince.